# Kochłowice (Ruda Śląska)
Kochłowice (niem. Kochlowitz) – dzielnica miasta Ruda Śląska, dawniej samodzielna gmina Kochłowice. Pierwsza wzmianka o Kochłowicach pochodzi z 1360 r. Dawny herb gminny przedstawia budynek kościoła. Kochłowice w 2006 r. zamieszkiwało 12 738 osób.

## Położenie
Kochłowice leżą na Wyżynie Śląskiej, na terenie Górnego Śląska. Stanowią południową część miasta Ruda Śląska. Graniczą z jego dzielnicami: Bykowiną, Wirkiem i Halembą. Od wschodu sąsiadują z miastem Chorzów, natomiast od południa z Katowicami.
Przez Kochłowice przepływają dwie rzeki: Kłodnica, stanowiąca prawy dopływ Odry, oraz Kochłówka (Potok Bielszowicki), wpadająca do Kłodnicy. Najwyższe wzniesienie Kochłowic to Apostolska Góra (311 m n.p.m.).

## Historia

### Średniowiecze

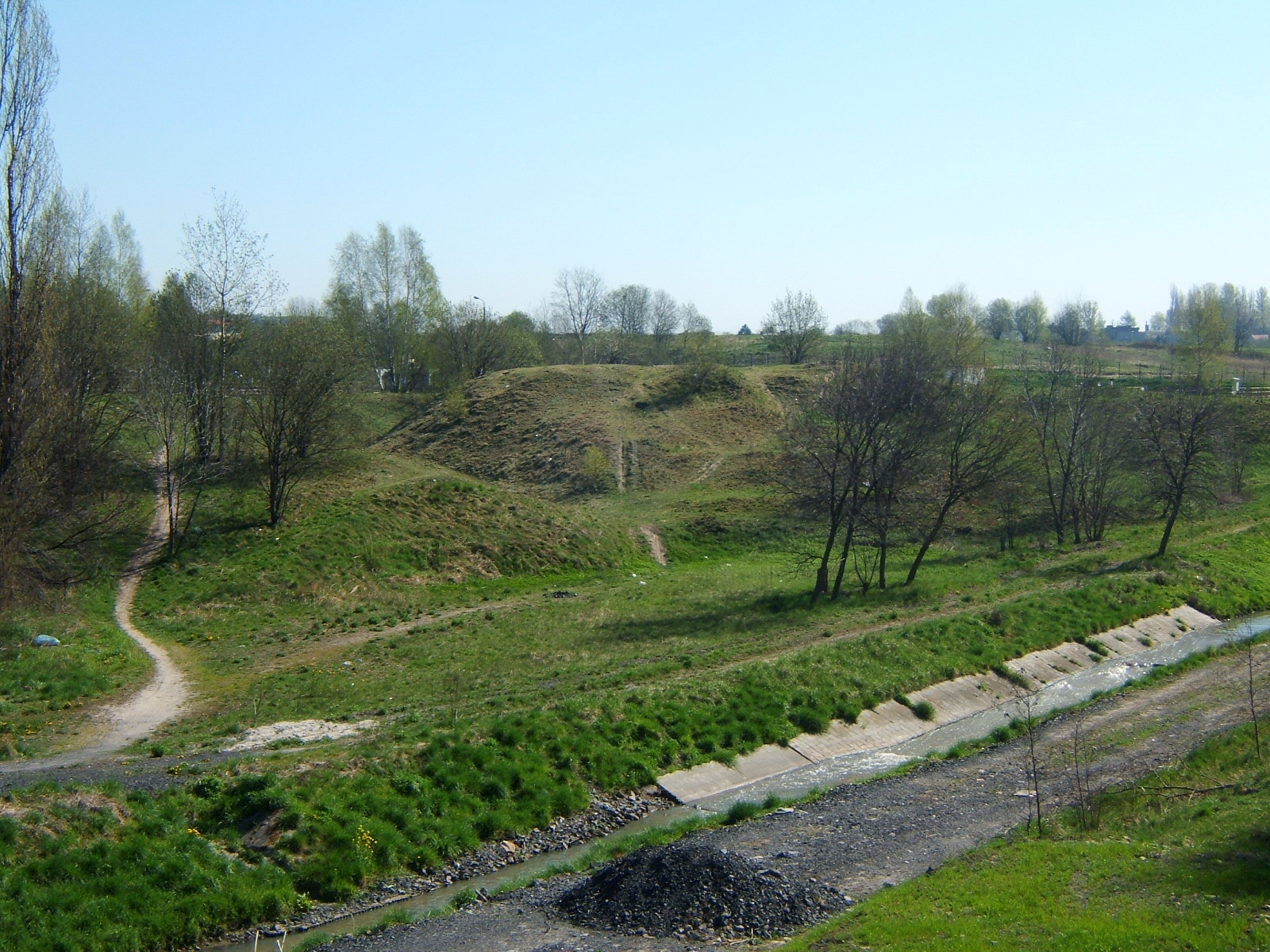
Widok od południowego zachodu przez koryto Kochłówki

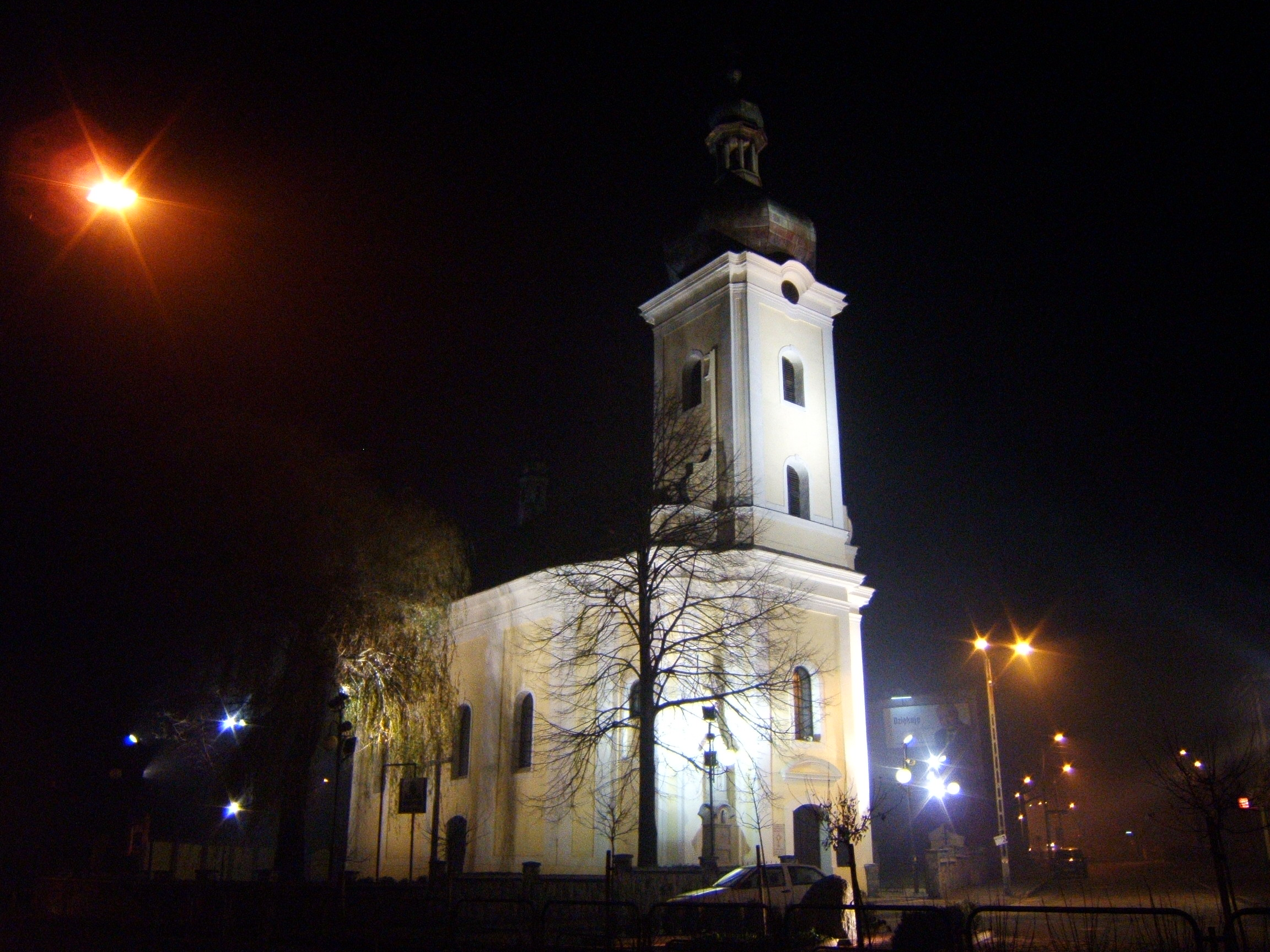
Sanktuarium MB z Lourdes nocą

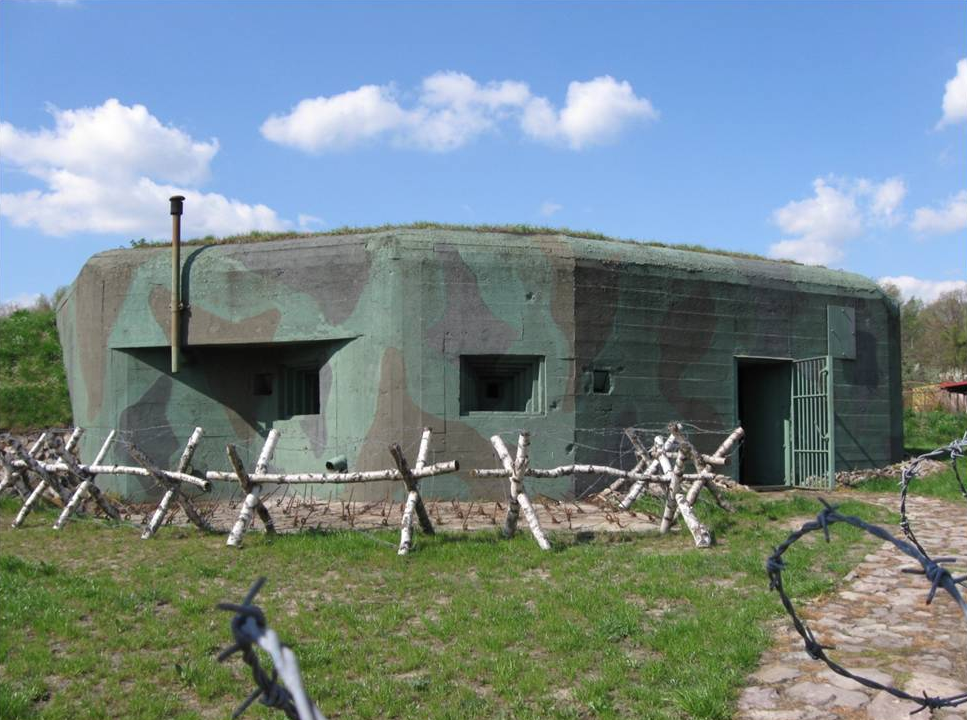
Schron bojowy w Kochłowicach

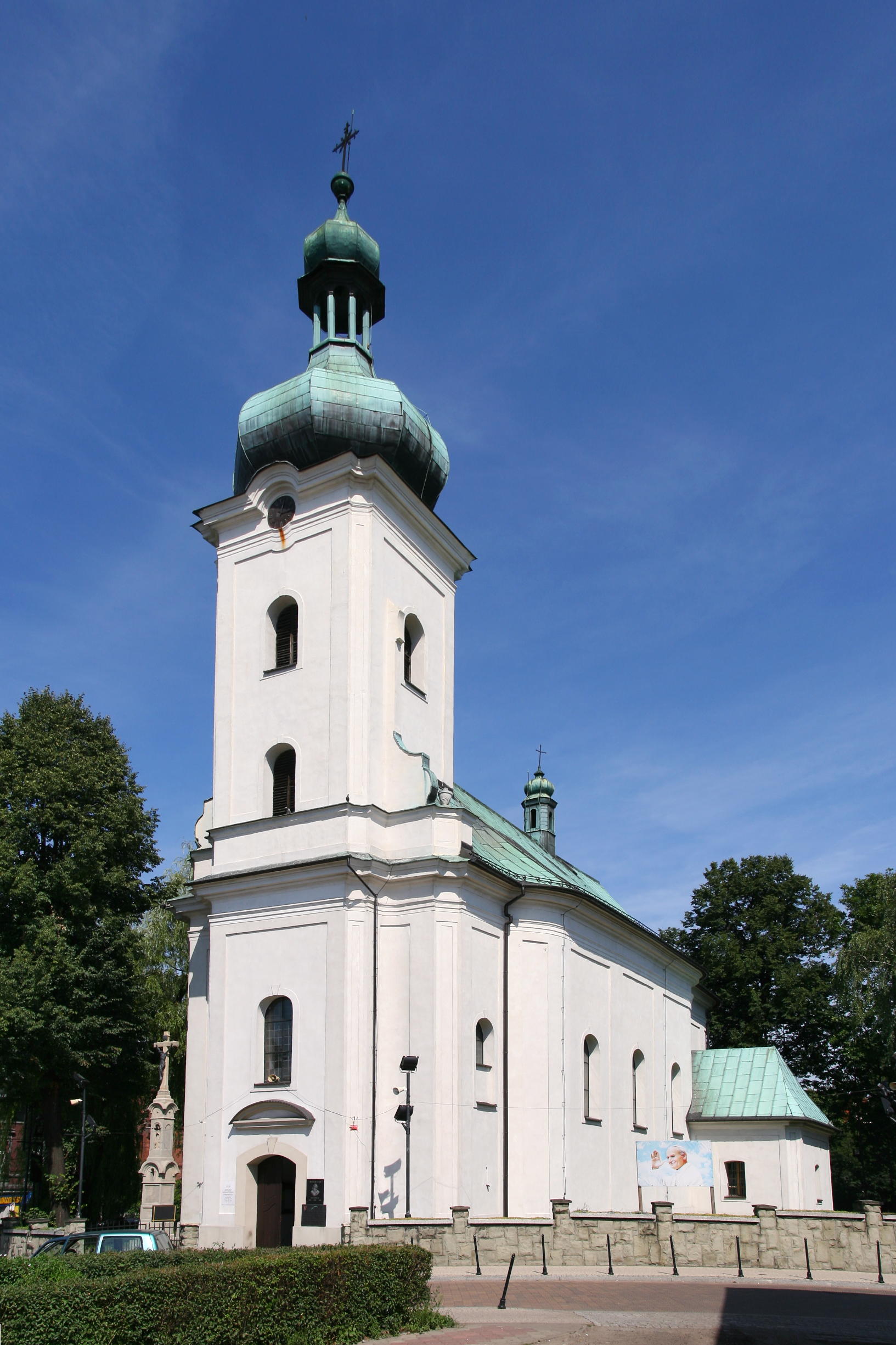
Późnobarokowy kościół z 1806 roku

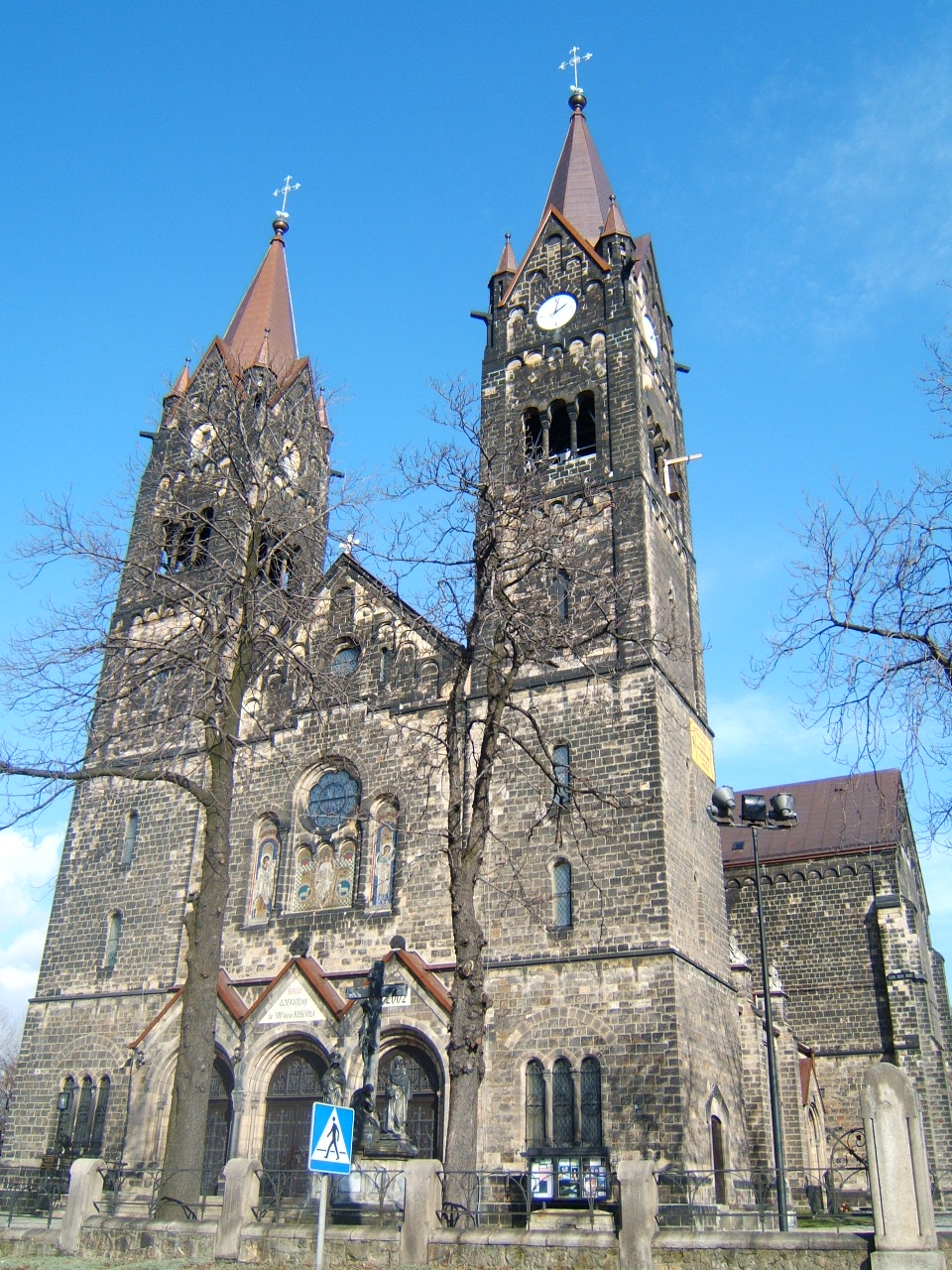
Neoromański kościół z 1902 roku

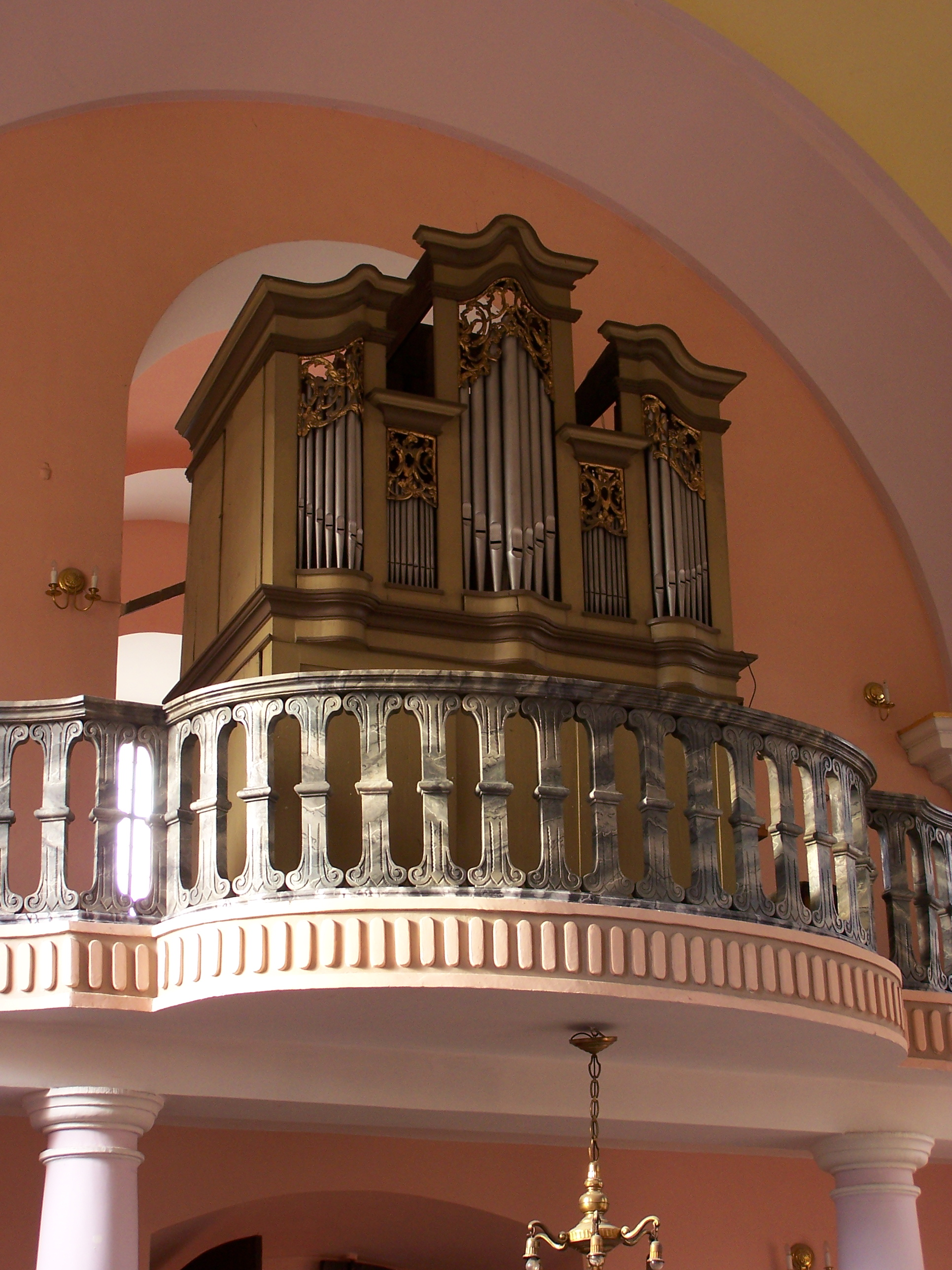
Późnobarokowy kościół z 1806 roku

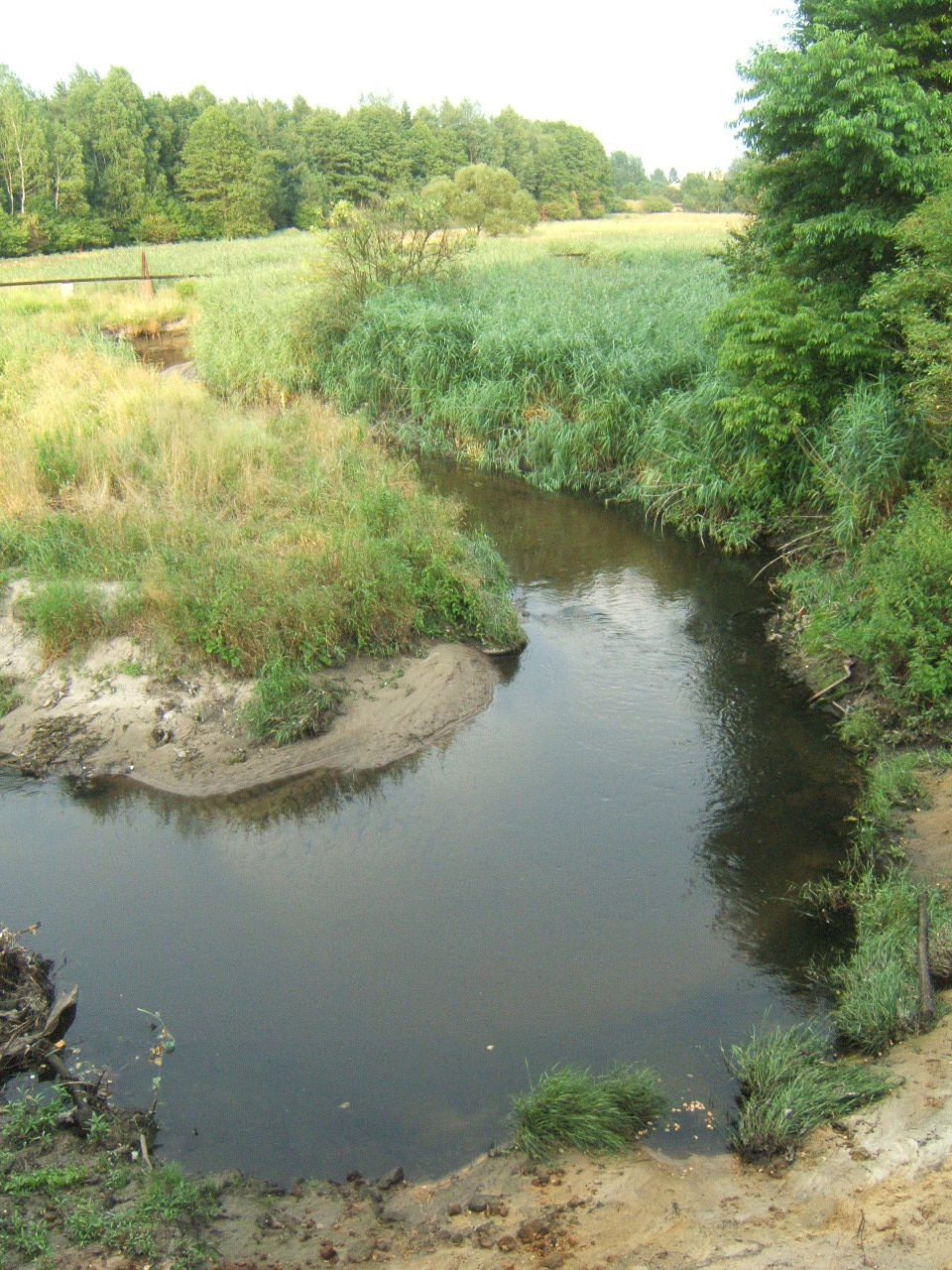
Meander rzeki Kłodnicy na granicy Kochłowic i Panewnik

Udokumentowane początki osadnictwa sięgają XIV w. Pierwsza źródłowa wzmianka o miejscowości pochodzi z 1360 r. („Kochlowa Lanka”). Jednak już z XIII w. pochodzą najstarsze potwierdzone ślady osadnictwa na terenie Kochłowic. W tym czasie w widłach rzeki Kochłówki i płynącego z Bykowiny cieku powstał gród obronny, tzw. grodzisko kochłowickie. Sama wieś Kochłowice została lokowana na prawie niemieckim prawdopodobnie w XIV w. Niestety nie zachował się akt lokacyjny. Do dziś osada zachowała charakterystyczny układ lokacyjny, tzw. owalnicy. Odkrycie w 2007 r. na obszarze Kochłowic wczesnośredniowiecznej osady hutniczej przesuwa początki osadnictwa w tej okolicy do IX w.

### Epoka nowożytna
W XVI i XVII w. istniała tu warzelnia soli (Salzhütte) – jedyny taki obiekt w Bytomskim Wolnym Państwie Stanowym. Znajdował się tu też kamieniołom, w którym wytwarzano kamienie młyńskie. W 1623 r. powstał tu folwark zwany „Niedźwiedziniec”. Folwark i okoliczne lasy należały do Radoszów, które są wzmiankowane w 1629 r. W 1906 r. gminę Radoszowy (Radoschowy) przyłączono do Kochłowic, natomiast obszar dworski Radoszowy (Radoschowy) przyłączono do Kochłowic dopiero 1 lipca 1924 (w Polsce).

### Okres industrializacji
Pierwsza kopalnia, o nazwie „Hugo” powstała w 1824 r., a drugą o nazwie „Zwang” otwarto w 1828 r. Kopalnie zostały połączone w jedną, o nazwie „Hugo-Zwang” w 1849 r. Nazwę tę zmieniono dopiero w 1928 r., kiedy kopalnia przestała być własnością rodziny Henckel von Donnersmarck i stała się własnością spółki akcyjnej „Wirek Kopalnie S.A.”. W pięć lat później w 1933 r. kopalnię zamknięto, co doprowadziło do jej zatopienia. Na nowo uruchomiły ją dopiero władze niemieckie w 1939 r.
Pocztę w Kochłowicach otwarto w 1892 r., wodociąg doprowadzono w 1897 r., natomiast w 1909 r. prąd elektryczny. W 1904 r. powstał dworzec kolejowy na linii z Gliwic do Ligoty. Dwa lata później otwarto drugą linię kolejową prowadzącą z Kochłowic do Orzegowa przez Schwarzwald oraz Chebzie (wtedy Morgenroth).
Pierwsza wzmianka o nauczycielu pochodzi z 1656 r. Szkołę zbudowano w 1817 r. Dwie kolejne szkoły, tzw. Stara i Nowa Szkoła, powstały kolejno w latach 1860 i 1910. Pierwsza szkoła we wsi Radoszowy (Radoschau) powstała w 1896 r. w nieistniejącym już budynku przy ulicy Młodzieżowej, a dwa lata później (w 1898 r.) powstała szkoła w kolonii Turzo (obecna SP 21 przy ul. L. Tunkla).

### Dwudziestolecie międzywojenne
W Plebiscycie w 1921 r. padło 3364 głosów za Polską i 868 za Niemcami. Kochłowice przyłączono do Polski rok później. W końcu lat 30. przez Kochłowice przeprowadzono linię polskich umocnień wojskowych, tzw. Obszar Warowny Śląsk. Do dziś na obszarze dzielnicy zachowało się kilka schronów bojowych tej linii, z czego jeden w ostatnim czasie odrestaurowano.

### II wojna światowa
Od 20 sierpnia 1942 r. do stycznia 1945 r. w budynku szkoły powszechnej przy ul. Młodzieżowej 26 istniał jeden z 24 niemieckich obozów Polenlager – Polenlager nr 7.

### Po II wojnie światowej
Kochłowice przyłączono do Nowego Bytomia w 1951 r., a w 1959 r. wraz z Nowym Bytomiem zostały włączone jako jedna z dzielnic do Rudy Śląskiej.

## Zabytki
- Grodzisko Kochłowickie (XIII-XV w.) – ul. Barbary/Wirecka. Znajduje się w widłach dwóch rzek: Kochłówki (zw. też Potokiem Bielszowickim) i cieku płynącego z północy od strony Bykowiny. Dotrzeć najlepiej można od strony Osiedla Górnośląskiego (Bykowina) idąc ścieżką na wysokości ulicy Poloczka. Gródek posiada dobrze zachowaną fosę (od strony północnej), dziś już suchą, dawniej wypełniona wodą. Sam obiekt składa się z dwóch części: stożka, na którym znajdowała się drewniana wieża, oraz podgrodzia.
- Średniowieczny układ lokacyjny wsi – tzw. kochłowicki rynek. Jest to owalnica z promieniście wychodzącymi ulicami. W centralnym punkcie znajduje się późnobarokowy kościół pw. Matki Boskiej z Lourdes.
- Sanktuarium Matki Boskiej z Lourdes (1806) – ul. Piłsudskiego 1. Późnobarokowy, murowany, w miejscu wcześniejszego drewnianego kościoła z 1670 r., wybudowanego na najstarszym cmentarzu w Rudzie Śląskiej. Kościół pierwotnie nosił wezwanie Świętej Trójcy do 1902 r. Posiada nieczynny zegar wieżowy z 1875 r. Wyposażenie przeniesione z pierwszego kościółka: organy 10-głosowe, balaski, balustrada chóru, późnobarokowa ambona wisząca, kamienna chrzcielnica (obecnie kwietnik). Wyposażenie XIX-wieczne: witraże w prezbiterium z 1885, ołtarze boczne. Wyposażenie XX-wieczne: ołtarz główny w formie groty lourdzkiej – z cegły obsypanej gruzem skalnym nawiezionym z Lourdes w czasie budowy kościoła. Poświęcenie kościoła nastąpiło 26 października 1806 r. Z polecenia biskupa uczynił to proboszcz ks. kanonik Jerzy Przybyła w obecności 12 innych proboszczów. Od 19 grudnia 2008 r. jest to Sanktuarium Matki Bożej z Lourdes. 5 września 2009 r. kościół był miejscem Archidiecezjalnego Dnia Modlitw o Uświęcenie Duchowieństwa w związku z Obchodami Roku Kapłańskiego.
- Kościół Trójcy Przenajświętszej (1902) – ul. księdza Ludwika Tunkla. Został wzniesiony w stylu neoromańskim w 1902 r. z inicjatywy ówczesnego proboszcza, ks. Ludwika Tunkla. Autorem projektu był najpopularniejszy górnośląski architekt przełomu XIX/XX w. – Ludwig Schneider. Budowla posiada elewację zewnętrzną pokrytą piaskowcem i oryginalne, XIX-wieczne wyposażenie wnętrza.
- Dworzec kolejowy (1904) – ul. Dworcowa. Jedyny zachowany obiekt na linii kolejowej Ligota – Gliwice.
- Budynek ratusza – ul. Radoszowska 163. Historyzujący budynek dawnego ratusza gminnego obecnie mieści przychodnię zdrowia.
- Zabytkowe kolonie robotnicze – ulice Radoszowskiej 107-135 i Tunkla 124-140, 149-163
- Schron bojowy nr 75 w Kochłowicach Grupy Bojowej Kłodnica-Kochłowice (1937) – ul. Pomorska. Element dawnej linii umocnień Obszaru Warownego Śląsk. Jest wyposażony w pancerną kopułę obserwacyjno-bojową. Zachowały się dwudzielne drzwi pancerne wejścia, nasypy ziemne częściowo zdegradowane. Jego uzbrojenie stanowiły 3 ckm-y i 2-3 rkm-y. W ostatnich miesiącach schron został gruntownie wyremontowany przez grupę miejscowych pasjonatów.

## Ludzie związani z Kochłowicami

### Urodzeni w Kochłowicach
- Henryk Bista – aktor teatralny i filmowy
- Wilhelm Pluta – biskup diecezjalny gorzowski (1972–1986), Sługa Boży
- Andrzej Urny – gitarzysta rockowy, kompozytor
- Jan Wypler – poliglota, tłumacz literatury hinduskiej, chińskiej i japońskiej
- Wenanty Fuhl – piłkarz

### Związani z Kochłowicami
- Otylia Jędrzejczak – olimpijska złota medalistka w pływaniu, była mieszkanka Kochłowic
- Ludwik Tunkel – ksiądz, proboszcz parafii Trójcy Przenajświętszej w Kochłowicach

## Kultura i rekreacja

### Kultura
- Dom Kultury "In-nI", ul. Oświęcimska 87
- Miejska Biblioteka Publiczna Filia nr 15, ul. Brzozowa 4

### Wypoczynek
- Basen kryty MOSIR, ul. Oświęcimska
- Ośrodek „Przystań”, ul. Księżycowa
- Ośrodek „Rybaczówka”, ul. Księżycowa

### Szkolnictwo
- Szkoła Podstawowa nr 18
- Szkoła Podstawowa nr 21
- Szkoła Podstawowa nr 20
- Zespół Szkół Ogólnokształcących nr 3: Liceum nr 3, Gimnazjum nr 10

W Kochłowicach działa Stowarzyszenie "Genius Loci - Duch miejsca", promujące historię i tradycję Górnego Śląska, ze szczególnym uwzględnieniem Kochłowic i Rudy Śląskiej.

## Sport
Górniczy Klub Sportowy „Urania” Ruda Śląska (Kochłowice) – obecnie występuje w lidze okręgowej (katowickiej grupie czwartej). Klub piłkarski z dużymi tradycjami, największe sukcesy to 3 miejsce w 2 lidze w sezonie 1973/74, a także dojście do 1/4 Pucharu Polski w sezonie 1969/70. W Uranii grali między innymi: Tomasz Szeja, Damian Galeja, Adam Kryger, Zenon Lissek i Bogusław Cygan, Wenanty Fuhl.

## Literatura
- Badura Anna, Społeczność parafii kochłowickiej od schyłku XVII do początku XIX wieku, praca doktorska pod. red. A. Barciaka, Katowice 2005.
- Bista Jan, Historia Kochłowic, Kochłowice 1950.
- Dworak Jan Stefan, Kochłowice (1312-1950), mps.
- Kołodziej Jan, Historia Kochłowic, Ruda Śląska 2008.
- Koziełek Alojzy, Kochłowice i Kłodnica, Nowa Wieś, Bykowina, Halemba oraz Stara Kuźnica, mps., Kochłowice 1945.
- Mańka Antoni, Kronika Kochłowic i okolicy, Bytom 1925.
- Musioł Ludwik, Kochłowice. Z dziejów gminy i parafii, mps., 1964, s. 189.
- Noparlik Przemysław, Charakterystyka granic lokacyjnej wsi Kochłowice, „Rudzki Rocznik Muzealny 2008”, Ruda Śląska 2009, s. 28-41.
- Noparlik Przemysław, Kościół projektu Ludwiga Schneidera w Rudzie Śląskiej-Kochłowicach, „Rudzki Rocznik Muzealny 2008”, Ruda Śląska 2009, s. 42-74.
- 160 lat kopalni „Nowy Wirek”. Dzieje kopalni i załogi 1824 1984, red. J.Kozub, Katowice 1984.